# مذبحة يوماري

خريطة بلدية مانويل مونج ، ياراكوي (فنزويلا)

مذبحة يوماري كانت حادثة قتل فيها عملاء من المديرية الوطنية لخدمات الاستخبارات والوقاية ووكالة مكافحة التجسس في فنزويلا تسعة أعضاء من مجموعة بونتو سيرو التخريبية. نفذت في 8 مايو 1986 في ولاية ياراكوي فنزويلا.

## التحقيق
أعيد فتح تحقيق في عام 2006، مما أدى إلى اتهام 29 مشاركًا في المذبحة في سبتمبر 2006 بما في ذلك كل من خايمي لوزينشي رئيس فنزويلا آنذاك، وهنري لوبيز سيسكو رئيس المديرية الوطنية لخدمات الاستخبارات والوقاية. تمكن لوبيز سيسكو من التهرب من الاعتقال والفرار من البلاد.
في مايو 2011 حُكم على الجنرال المتقاعد من الجيش ألكسيس رامون سانشيز بعد أن اعترف بدوره في المجزرة وحدد المسؤولين الآخرين بالسجن 13 عامًا. تم تقليص مدة عقوبته بسبب تعاونه مع العدالة، وسُمح له بإقامتها في المنزل بسبب سنه واعتلال صحته.